# Comme épouse et comme femme
Pour plus de détails, voir Fiche technique et Distribution.
Comme épouse et comme femme (妻として女として, Tsuma to shite onna to shite) est un film japonais réalisé par Mikio Naruse, sorti en 1961.

## Fiche technique
- Titre français : Comme épouse et comme femme
- Titre original : 妻として女として (Tsuma to shite onna to shite?)
- Réalisation : Mikio Naruse
- Scénario : Toshirō Ide (en) et Zenzō Matsuyama
- Photographie : Jun Yasumoto
- Décors : Satoru Chūko (ja)
- Montage : Eiji Ōi
- Musique : Ichirō Saitō
- Société de production : Tōhō
- Pays de production : Japon
- Langue originale : japonais
- Format : couleurs - 2,35:1 - 35 mm - Mono
- Genre : drame
- Durée : 106 minutes
- Date de sortie :
  - Japon : 30 mai 1961[2]

## Distribution
- Hideko Takamine : Miho Nishigaki
- Chikage Awashima : Ayako Kouno
- Masayuki Mori : Keijiro Kouno
- Tatsuya Nakadai : Minami
- Yuriko Hoshi : Hiroko Kouno
- Kumi Mizuno : Ruriko
- Keiko Awaji :  Fukuko
- Chōko Iida : Miho no sobo
- Yatsuko Tan'ami : Hanae
- Chieko Nakakita : Toshiko Furuya
- Natsuko Kahara : Jochu, Mine
- Nobuo Nakamura : Kimura